# VIMOS-VLT Deep Survey
Il VIMOS-VLT Deep Survey ( VVDS ) è una indagine di redshift realizzata da una collaborazione tra istituti astronomici italiani e francesi che utilizzano lo spettrografo VIMOS , montato sul telescopio Melipal (UT3) del Very Large Telescope, situato sul Paranal in Cile.
Utilizzando lo spettrografo VIMOS nell'ambito del progetto VIPERS è stata creata la mappa tridimensionale più dettagliata mai effettuata dell'Universo lontano.